# Велоспорт на літніх Олімпійських іграх 2012 — кваліфікація

## Загальний огляд
Згідно з опублікованими повними квотами на змагання з велоспорту від 25 квітня 2012 року.
Хоча теоретично кожен НОК може кваліфікувати максимум одне місце на кожну з 18-ти дисциплін, але є обмеження для НОК не більш як 14 спортсменів (8 чоловіків і 6 жінок). Існує можливість залучити одного й того самого спортсмена з інших дисциплін. Тож для деяких країн кількість квот перевищує кількість спортсменів, що кваліфікувалися.
Крім того, велогонщики, які беруть участь у роздільній гонці, зобов'язані також змагатися в груповій, тож НОК може виграти дві квоти, але надіслати лише одного спортсмена.
| Країна                  | Трек     | Трек     | Трек     | Трек     | Трек     | Трек  | Трек  | Трек  | Трек  | Трек  | Шосе     | Шосе     | Шосе  | Шосе  | МТБ | МТБ | BMX | BMX | Загалом | Загалом |
| Країна                  | Чоловіки | Чоловіки | Чоловіки | Чоловіки | Чоловіки | Жінки | Жінки | Жінки | Жінки | Жінки | Чоловіки | Чоловіки | Жінки | Жінки | Ч   | Ж   | Ч   | Ж   | К       | ВГ      |
| Країна                  | КС       | КЕ       | СП       | КП       | ОМ       | КС    | КЕ    | СП    | КП    | ОМ    | ГГ       | РГ       | ГГ    | РГ    | Ч   | Ж   | Ч   | Ж   | К       | ВГ      |
| ----------------------- | -------- | -------- | -------- | -------- | -------- | ----- | ----- | ----- | ----- | ----- | -------- | -------- | ----- | ----- | --- | --- | --- | --- | ------- | ------- |
| Алжир (ALG)             |          |          |          |          |          |       |       |       |       |       | 1        |          |       |       |     |     |     |     | 1       | 1       |
| Аргентина (ARG)         |          |          |          |          | X        |       |       |       |       |       | 1        | 1        |       |       | 1   |     | 1   |     | 5       | 4       |
| Австралія (AUS)         | X        | X        | X        | X        | X        | X     | X     | X     | X     | X     | 5        | 2        | 3     | 1     | 1   | 1   | 3   | 2   | 36      | 29      |
| Австрія (AUT)           |          |          |          |          |          |       |       |       |       |       | 2        |          |       |       | 2   | 1   |     |     | 5       | 5       |
| Азербайджан (AZE)       |          |          |          |          |          |       |       |       |       |       |          |          | 1     | 1     |     |     |     |     | 2       | 1       |
| Білорусь (BLR)          |          |          |          |          |          |       | X     | X     | X     | X     | 3        | 1        | 1     |       |     |     |     |     | 11      | 10      |
| Бельгія (BEL)           |          |          |          | X        | X        |       |       |       |       | X     | 5        | 1        | 3     | 1     | 2   |     | 1   |     | 19      | 17      |
| Бразилія (BRA)          |          |          |          |          |          |       |       |       |       |       | 3        | 1        | 3     | 1     | 1   |     | 1   | 1   | 11      | 9       |
| Болгарія (BUL)          |          |          |          |          |          |       |       |       |       |       | 2        |          |       |       |     |     |     |     | 2       | 2       |
| Канада (CAN)            |          | X        |          |          | X        |       | X     | X     | X     | X     | 1        | 1        | 3     | 2     | 2   | 2   | 1   |     | 20      | 17      |
| Чилі (CHI)              |          |          |          |          | X        |       |       |       |       |       | 1        |          | 1     |       |     |     |     |     | 3       | 3       |
| Китай (CHN)             | X        | X        | X        |          |          | X     | X     | X     | X     | X     |          |          | 1     |       | 1   | 1   |     |     | 16      | 12      |
| Колумбія (COL)          |          | X        |          | X        | X        | X     | X     | X     |       | X     | 3        | 1        |       |       | 1   | 1   | 2   | 1   | 20      | 17      |
| Коста-Рика (CRC)        |          |          |          |          |          |       |       |       |       |       | 1        |          |       |       | 1   |     |     |     | 2       | 2       |
| Хорватія (CRO)          |          |          |          |          |          |       |       |       |       |       | 2        |          |       |       |     |     |     |     | 2       | 2       |
| Куба (CUB)              |          |          |          |          |          |       | X     | X     |       | X     | 1        |          | 1     |       |     |     |     |     | 5       | 5       |
| Кіпр (CYP)              |          |          |          |          |          |       |       |       |       |       |          |          |       |       | 1   |     |     |     | 1       | 1       |
| Чехія (CZE)             |          | X        | X        |          |          |       |       |       |       |       | 2        |          |       |       | 3   | 1   |     | 2   | 10      | 10      |
| Данія (DEN)             |          |          |          | X        | X        |       |       |       |       |       | 4        | 2        |       |       |     | 1   | 1   |     | 13      | 11      |
| Еквадор (ECU)           |          |          |          |          |          |       |       |       |       |       | 1        |          |       |       |     |     | 1   |     | 2       | 2       |
| Еритрея (ERI)           |          |          |          |          |          |       |       |       |       |       | 1        |          |       |       |     |     |     |     | 1       | 1       |
| Сальвадор (ESA)         |          |          |          |          |          |       |       |       |       |       |          |          | 1     |       |     |     |     |     | 1       | 1       |
| Естонія (EST)           |          |          |          |          |          |       |       |       |       |       | 1        |          | 1     |       |     |     |     |     | 2       | 2       |
| Фінляндія (FIN)         |          |          |          |          |          |       |       |       |       |       | 1        |          | 1     | 1     |     |     |     |     | 3       | 2       |
| Франція (FRA)           | X        | X        | X        |          | X        | X     | X     | X     |       | X     | 4        | 1        | 3     | 1     | 3   | 2   | 3   | 2   | 30      | 24      |
| Грузія (GEO)            |          |          |          |          |          |       |       |       |       |       | 1        |          |       |       |     |     |     |     | 1       | 1       |
| Німеччина (GER)         | X        | X        | X        |          | X        | X     | X     | X     | X     |       | 5        | 2        | 4     | 2     | 3   | 2   | 2   |     | 33      | 25      |
| Велика Британія (GBR)   | X        | X        | X        | X        | X        | X     | X     | X     | X     | X     | 5        | 2        | 4     | 2     | 1   | 1   | 1   | 1   | 35      | 27      |
| Греція (GRE)            |          | X        | X        |          |          |       |       |       |       |       | 1        |          |       |       | 1   |     |     |     | 4       | 4       |
| Гуам (GUM)              |          |          |          |          |          |       |       |       |       |       |          |          |       |       | 1   |     |     |     | 1       | 1       |
| Гватемала (GUA)         |          |          |          |          |          |       |       |       |       |       | 1        |          |       |       |     |     |     |     | 1       | 1       |
| Гонконг (HKG)           |          |          |          |          | X        |       | X     | X     |       |       | 1        |          | 1     |       | 1   |     |     |     | 6       | 6       |
| Угорщина (HUN)          |          |          |          |          |          |       |       |       |       |       | 1        |          |       |       | 1   | 1   |     |     | 3       | 3       |
| Іран (IRI)              |          |          |          |          |          |       |       |       |       |       | 3        | 1        |       |       |     |     |     |     | 4       | 3       |
| Ірландія (IRL)          |          |          |          |          | X        |       |       |       |       |       | 3        | 1        |       |       |     |     |     |     | 5       | 4       |
| Італія (ITA)            |          |          |          |          | X        |       |       |       |       |       | 5        | 1        | 4     | 2     | 2   | 1   | 1   |     | 17      | 14      |
| Японія (JPN)            | X        | X        | X        |          |          |       |       | X     |       |       | 2        | 1        | 1     |       | 1   | 1   |     |     | 12      | 9       |
| Казахстан (KAZ)         |          |          |          |          |          |       |       |       |       |       | 2        | 2        |       |       |     |     |     |     | 4       | 2       |
| Латвія (LAT)            |          |          |          |          |          |       |       |       |       |       | 1        |          |       |       |     |     | 3   | 1   | 5       | 5       |
| Литва (LTU)             |          |          |          |          |          |       | X     | X     |       |       | 2        | 1        |       |       |     |     |     | 1   | 6       | 4       |
| Люксембург (LUX)        |          |          |          |          |          |       |       |       |       |       | 1        | 1        | 1     |       |     |     |     |     | 3       | 2       |
| Малайзія (MAS)          |          | X        | X        |          |          |       | X     |       |       |       | 2        |          |       |       |     |     |     |     | 5       | 5       |
| Марокко (MAR)           |          |          |          |          |          |       |       |       |       |       | 3        | 1        |       |       |     |     |     |     | 4       | 3       |
| Маврикій (MRI)          |          |          |          |          |          |       |       |       |       |       |          |          | 1     |       |     |     |     |     | 1       | 1       |
| Мексика (MEX)           |          |          |          |          |          |       |       |       |       |       | 1        |          | 1     |       |     |     |     |     | 2       | 2       |
| Молдова (MDA)           |          |          |          |          |          |       |       |       |       |       | 1        |          |       |       |     |     |     |     | 1       | 1       |
| Намібія (NAM)           |          |          |          |          |          |       |       |       |       |       | 1        |          |       |       | 1   |     |     |     | 2       | 2       |
| Нідерланди (NED)        |          | X        | X        | X        |          | X     | X     | X     | X     | X     | 5        | 2        | 4     | 2     | 2   |     | 3   | 1   | 33      | 25      |
| Нова Зеландія (NZL)     | X        | X        | X        | X        | X        |       | X     | X     | X     | X     | 2        | 1        | 1     | 1     | 1   | 1   | 2   | 1   | 26      | 22      |
| Норвегія (NOR)          |          |          |          |          |          |       |       |       |       |       | 4        | 1        | 1     |       |     | 1   |     |     | 7       | 6       |
| Філіппіни (PHI)         |          |          |          |          |          |       |       |       |       |       |          |          |       |       |     |     | 1   |     | 1       | 1       |
| Польща (POL)            | X        | X        | X        |          |          |       |       |       |       | X     | 3        | 1        | 1     |       | 2   | 2   |     |     | 15      | 12      |
| Португалія (POR)        |          |          |          |          |          |       |       |       |       |       | 3        | 1        |       |       | 1   |     |     |     | 5       | 4       |
| Румунія (ROM)           |          |          |          |          |          |       |       |       |       |       | 1        |          |       |       |     |     |     |     | 1       | 1       |
| Росія (RUS)             | X        | X        | X        | X        |          |       | X     | X     |       | X     | 3        | 1        | 3     | 2     | 1   | 1   |     |     | 23      | 18      |
| Руанда (RWA)            |          |          |          |          |          |       |       |       |       |       |          |          |       |       | 1   |     |     |     | 1       | 1       |
| Сербія (SRB)            |          |          |          |          |          |       |       |       |       |       | 2        |          |       |       |     |     |     |     | 2       | 2       |
| Словаччина (SVK)        |          |          |          |          |          |       |       |       |       |       | 1        |          |       |       |     |     |     |     | 1       | 1       |
| Словенія (SLO)          |          |          |          |          |          |       |       |       |       |       | 3        | 1        | 1     |       |     | 2   |     |     | 7       | 6       |
| ПАР (RSA)               |          |          | X        |          |          |       |       |       |       |       | 1        |          | 3     | 1     | 2   | 1   | 1   |     | 10      | 9       |
| Південна Корея (KOR)    |          |          |          | X        | X        | X     | X     | X     |       | X     | 1        |          | 1     |       |     |     |     |     | 12      | 10      |
| Іспанія (ESP)           |          | X        | X        | X        | X        |       |       |       |       | X     | 5        | 2        |       |       | 3   |     |     |     | 18      | 16      |
| Швеція (SWE)            |          |          |          |          |          |       |       |       |       |       | 1        | 1        | 3     | 2     |     | 1   |     |     | 8       | 5       |
| Швейцарія (SUI)         |          |          |          |          |          |       |       |       |       |       | 5        | 2        |       |       | 3   | 2   | 1   |     | 13      | 11      |
| Сирія (SYR)             |          |          |          |          |          |       |       |       |       |       | 1        |          |       |       |     |     |     |     | 1       | 1       |
| Таїланд (THA)           |          |          |          |          |          |       |       |       |       |       |          |          | 1     |       |     |     |     |     | 1       | 1       |
| Китайський Тайбей (TPE) |          |          |          |          |          |       |       |       |       | X     |          |          | 1     |       |     |     |     |     | 2       | 2       |
| Тринідад і Тобаго (TRI) |          | X        | X        |          |          |       |       |       |       |       |          |          |       |       |     |     |     |     | 2       | 2       |
| Туреччина (TUR)         |          |          |          |          |          |       |       |       |       |       | 3        | 1        |       |       |     |     |     |     | 4       | 3       |
| Україна (UKR)           |          |          |          |          |          | X     | X     | X     | X     |       | 2        |          | 1     |       | 1   | 1   |     |     | 12      | 10      |
| США (USA)               |          |          | X        |          | X        |       |       |       | X     | X     | 5        | 1        | 4     | 2     | 2   | 2   | 3   | 2   | 27      | 24      |
| Уругвай (URU)           |          |          |          |          |          |       |       |       |       |       | 1        |          |       |       |     |     |     |     | 1       | 1       |
| Узбекистан (UZB)        |          |          |          |          |          |       |       |       |       |       | 2        |          |       |       |     |     |     |     | 2       | 2       |
| Венесуела (VEN)         | X        | X        | X        |          | X        | X     | X     | X     |       | X     | 3        | 1        | 1     |       |     |     |     | 1   | 17      | 12      |
| Загалом: 74 NOCs        | 30       | 18       | 18       | 40       | 18       | 20    | 18    | 18    | 30    | 18    | 144      | 40       | 67    | 25    | 50  | 30  | 32  | 16  | 238     | 196     |

Легенда
- КС — Командний спринт
- КЕ — Кейрін
- СП — Спринт
- КП — Командне переслідування
- ОМ — Омніум
- ГГ — Групова гонка
- РГ — Роздільна гонка
- К — Квот
- ВГ — Велогонщиків

## Графік кваліфікації
Графік кваліфікації представлений у таблиці знизу.
| Дисципліна                                                                                       | Дата                 | Місце                       |
| Трекові гонки                                                                                    | Трекові гонки        | Трекові гонки               |
| ------------------------------------------------------------------------------------------------ | -------------------- | --------------------------- |
| Світовий рейтинг UCI 2010–2012 (після завершення Чемпіонату світу з трекових велоперегонів 2012) | 8 квітня 2012        | Мельбурн (Австралія)        |
| Шосейні гонки                                                                                    |                      |                             |
| Чемпіонат Африки з шосейних велогонок 2010 (чоловіки)                                            | 10–14 листопада 2010 | Кігалі (Руанда)             |
| Чемпіонат Азії з шосейних велогонок 2011 (чоловіки)                                              | 9–19 лютого 2011     | Nakhon Ratchasima, Thailand |
| Панамериканський чемпіонат з шосейних велогонок 2011 (чоловіки)                                  | 3–7 травня 2011      | медельїн (Колумбія)         |
| Чемпіонат світу з шосейних велогонок 2011                                                        | 19–25 вересня 2011   | Копенгаген (Данія)          |
| Світовий Тур UCI 2011                                                                            | 1 листопада 2011     | –                           |
| Африканський Тур UCI 2010-2011                                                                   | 1 листопада 2011     | –                           |
| Американський Тур UCI 2010-2011                                                                  | 1 листопада 2011     | –                           |
| Азійський Тур UCI 2010-2011                                                                      | 1 листопада 2011     | –                           |
| Європейський Тур UCI 2010-2011                                                                   | 1 листопада 2011     | –                           |
| Тур Океанії UCI 2010-2011                                                                        | 1 листопада 2011     | –                           |
| Чемпіонат Африки з шосейних велогонок 2011 (жінки)                                               | 9–13 листопада 2011  | Асмера (Еритрея)            |
| Чемпіонат Азії з шосейних велогонок 2012 (жінки)                                                 | 14–18 лютого 2012    | Куала-Лумпур (Малайзія)     |
| Панамериканський чемпіонат з шосейних велогонок 2012 (жінки)                                     | 9–11 березня 2012    | Мар-дель-Плата (Аргентина)  |
| Світовий рейтинг UCI (жінки)                                                                     | 31 травня 2012       | –                           |
| Маунтінбайк                                                                                      |                      |                             |
| Чемпіонат Африки 2011                                                                            | 12–13 лютого 2011    | Кейптаун (Південна Африка)  |
| Чемпіонат Океанії 2011                                                                           | 18–20 березня 2011   | Шеппартон (Австралія)       |
| 2011 Pan American Continental Championship                                                       | April 1–3, 2011      | Кіа (Колумбія)              |
| Чемпіонат Азії з шосейних велогонок 2011                                                         | 10–12 червня 2011    | Сучжоу (Китай)              |
| Олімпійський кваліфікаційний рейтинг UCI                                                         | 23 травня 2012       | –                           |
| BMX                                                                                              |                      |                             |
| Чемпіонат світу з BMX 2012                                                                       | 25–27 травня 2012    | Бірмінгем (Велика Британія) |
| Олімпійський кваліфікаційний рейтинг                                                             | 28 травня 2012       |                             |

## Трекові гонки
Місця серед країн розподіляються за Олімпійським трековим рейтингом UCI (англ. UCI Olympic track ranking) станом на 8 квітня 2012 року. Кожен континент обмежений певною кількістю квот, однак має бути представлений принаймні одним спортсменом або командою в кожній дисципліні. Країни, які кваліфікувалися в командному спринті, також кваліфікуються у спринті й кейріні, і на них не діє обмеження за континентальною квотою. НОК обмежені одним учасником/командою на дисципліну, 9 чоловіків / 7 жінок загалом. В цих межах спортсмени, які кваліфікувалися в одній дисципліні, можуть брати участь в інших.

### Командний спринт (чоловіки)
Команди складаються з 3-х учасників.
| Дисципліна                              | Місця за країною | Країни, що кваліфікувались | Команд на країну |
| --------------------------------------- | ---------------- | --- | ---------------- |
| Олімпійський трековий рейтинг 2010–2012 | 3 1-го по 10-те  | Німеччина (GER) Австралія (AUS) Велика Британія (GBR) Франція (FRA) Нова Зеландія (NZL) Росія (RUS) Китай (CHN) Японія (JPN) Польща (POL) Венесуела (VEN) | 1                |
| Загалом                                 |                  | | 10               |

### Спринт (чоловіки)
| Дисципліна                                                      | Місця за країною | Країни, що кваліфікувались | Місць на країну |
| --------------------------------------------------------------- | ---------------- | --- | --------------- |
| Олімпійський трековий рейтинг 2010–2012                         | 3 1-го по 8-ме   | Чехія (CZE) Греція (GRE) Малайзія (MAS) Нідерланди (NED) ПАР (RSA) Іспанія (ESP) Тринідад і Тобаго (TRI) США (USA)                                        | 1               |
| Спортсмени, що кваліфікувались на інші дисципліни               |                  | | 1               |
| 1 велогонщик на країну, який кваліфікувався на командний спринт |                  | Австралія (AUS) Китай (CHN) Франція (FRA) Німеччина (GER) Велика Британія (GBR) Японія (JPN) Нова Зеландія (NZL) Польща (POL) Росія (RUS) Венесуела (VEN) | 1               |
| Загалом                                                         |                  | | 18              |

### кейрін (чоловіки)
| Дисципліна                                                      | Місця за країною | Країни, що кваліфікувались | Місць на країну |
| --------------------------------------------------------------- | ---------------- | --- | --------------- |
| Олімпійський трековий рейтинг 2010–2012                         | 3 1-го по 8-ме   | Канада (CAN) Колумбія (COL) Чехія (CZE) Греція (GRE) Малайзія (MAS) Нідерланди (NED) Іспанія (ESP) Тринідад і Тобаго (TRI)                                | 1               |
| Спортсмени, що кваліфікувались на інші дисципліни               |                  | | 1               |
| 1 велогонщик на країну, який кваліфікувався на командний спринт |                  | Австралія (AUS) Китай (CHN) Франція (FRA) Німеччина (GER) Велика Британія (GBR) Японія (JPN) Нова Зеландія (NZL) Польща (POL) Росія (RUS) Венесуела (VEN) | 1               |
| Загалом                                                         |                  | | 18              |

### Командна гонка переслідування (чоловіки)
Команди складаються з 4-х спортсменів
| Дисципліна                              | Місця за країною | Країни, що кваліфікувались | Команд на країну |
| --------------------------------------- | ---------------- | --- | ---------------- |
| Олімпійський трековий рейтинг 2010–2012 | 3 1-го по 10-те  | Австралія (AUS) Бельгія (BEL) Колумбія (COL) Данія (DEN) Велика Британія (GBR) Нідерланди (NED) Нова Зеландія (NZL) Росія (RUS) Південна Корея (KOR) Іспанія (ESP) | 1                |
| Загалом                                 |                  | | 10               |

### омніум (чоловіки)
| Дисципліна                                        | Місця за країною | Країни, що кваліфікувались | Місць на країну |
| ------------------------------------------------- | ---------------- | --- | --------------- |
| Олімпійський трековий рейтинг 2010–2012           | 3 1-го по 18-ме  | Аргентина (ARG) Австралія (AUS) Бельгія (BEL) Канада (CAN) Чилі (CHI) Колумбія (COL) Данія (DEN) Франція (FRA) Німеччина (GER) Велика Британія (GBR) Гонконг (HKG) Ірландія (IRL) Італія (ITA) Нова Зеландія (NZL) Південна Корея (KOR) Іспанія (ESP) США (USA) Венесуела (VEN) | 1               |
| Спортсмени, що кваліфікувались на інші дисципліни |                  | | 1               |
| Загалом                                           |                  | | 18              |

### Командний спринт (жінки)
Команди складаються з 2-х спортсменів
| Дисципліна                              | Місця за країною | Країни, що кваліфікувались | Команд на країну |
| --------------------------------------- | ---------------- | --- | ---------------- |
| Олімпійський трековий рейтинг 2010–2012 | 3 1-го по 10-те  | Австралія (AUS) Китай (CHN) Колумбія (COL) Франція (FRA) Німеччина (GER) Велика Британія (GBR) Нідерланди (NED) Південна Корея (KOR) Україна (UKR) Венесуела (VEN) | 1                |
| Загалом                                 |                  | | 10               |

### Спринт (жінки)
| Дисципліна                                                      | Місця за країною | Країни, що кваліфікувались | Місць на країну |
| --------------------------------------------------------------- | ---------------- | --- | --------------- |
| Олімпійський трековий рейтинг 2010–2012                         | 3 1-го по 8-ме   | Білорусь (BLR) Канада (CAN) Куба (CUB) Гонконг (HKG) Японія (JPN) Литва (LTU) Нова Зеландія (NZL) Росія (RUS)                                                      | 1               |
| Спортсмени, що кваліфікувались на інші дисципліни               |                  | | 1               |
| 1 велогонщик на країну, який кваліфікувався на командний спринт |                  | Австралія (AUS) Китай (CHN) Колумбія (COL) Франція (FRA) Німеччина (GER) Велика Британія (GBR) Нідерланди (NED) Південна Корея (KOR) Україна (UKR) Венесуела (VEN) | 1               |
| Загалом                                                         |                  | | 18              |

### кейрін (жінки)
| Дисципліна                                                      | Місця за країною | Країни, що кваліфікувались | Місць на країну |
| --------------------------------------------------------------- | ---------------- | --- | --------------- |
| Олімпійський трековий рейтинг 2010–2012                         | 3 1-го по 8-ме   | Білорусь (BLR) Канада (CAN) Куба (CUB) Гонконг (HKG) Литва (LTU) Малайзія (MAS) Нова Зеландія (NZL) Росія (RUS)                                                    | 1               |
| Спортсмени, що кваліфікувались на інші дисципліни               |                  | | 1               |
| 1 велогонщик на країну, який кваліфікувався на командний спринт |                  | Австралія (AUS) Китай (CHN) Колумбія (COL) Франція (FRA) Німеччина (GER) Велика Британія (GBR) Нідерланди (NED) Південна Корея (KOR) Україна (UKR) Венесуела (VEN) | 1               |
| Загалом                                                         |                  | | 18              |

### Командна гонка переслідування (жінки)
Teams are of 3 riders
| Дисципліна                              | Місця за країною | Країни, що кваліфікувались | Команд на країну |
| --------------------------------------- | ---------------- | --- | ---------------- |
| Олімпійський трековий рейтинг 2010–2012 | 3 1-го по 10-те  | Австралія (AUS) Білорусь (BLR) Канада (CAN) Китай (CHN) Німеччина (GER) Велика Британія (GBR) Нідерланди (NED) Нова Зеландія (NZL) Україна (UKR) США (USA) | 1                |
| Загалом                                 |                  | | 10               |

### омніум (жінки)
| Дисципліна                                        | Місця за країною | Країни, що кваліфікувались | Місць на країну |
| ------------------------------------------------- | ---------------- | --- | --------------- |
| Олімпійський трековий рейтинг 2010–2012           | 3 1-го по 18-ме  | Австралія (AUS) Білорусь (BLR) Бельгія (BEL) Канада (CAN) Китай (CHN) Колумбія (COL) Куба (CUB) Франція (FRA) Велика Британія (GBR) Південна Корея (KOR) Нідерланди (NED) Нова Зеландія (NZL) Польща (POL) Росія (RUS) Іспанія (ESP) Китайський Тайбей (TPE) США (USA) Венесуела (VEN) | 1               |
| Спортсмени, що кваліфікувались на інші дисципліни |                  | | 1               |
| Загалом                                           |                  | | 18              |

## Шосейні гонки

### Групова гонка (чоловіки
| Дисципліна             | Місця за країною | Країни, що кваліфікувались | Місць на країну |
| ---------------------- | ---------------- | -------------------------- | --------------- |
| Світовий Тур UCI 2011  | 1st              | Іспанія (ESP)              | 5               |
| Світовий Тур UCI 2011  | 2nd              | Бельгія (BEL)              | 5               |
| Світовий Тур UCI 2011  | 3rd              | Італія (ITA)               | 5               |
| Світовий Тур UCI 2011  | 4th              | Австралія (AUS)            | 5               |
| Світовий Тур UCI 2011  | 5th              | Велика Британія (GBR)      | 5               |
| Світовий Тур UCI 2011  | 6th              | Німеччина (GER)            | 5               |
| Світовий Тур UCI 2011  | 7th              | Нідерланди (NED)           | 5               |
| Світовий Тур UCI 2011  | 8th              | США (USA)                  | 5               |
| Світовий Тур UCI 2011  | 9th              | Люксембург (LUX)           | 1*              |
| Світовий Тур UCI 2011  | 10th             | Швейцарія (SUI)            | 5               |
| Світовий Тур UCI 2011  | 11th             | Франція (FRA)              | 4               |
| Світовий Тур UCI 2011  | 12th             | Норвегія (NOR)             | 3*              |
| Світовий Тур UCI 2011  | 13th             | Ірландія (IRL)             | 3*              |
| Світовий Тур UCI 2011  | 14th             | Данія (DEN)                | 4               |
| Світовий Тур UCI 2011  | 15th             | Казахстан (KAZ)            | 2*              |
| Світовий Тур UCI 2011  | Individual       | Словаччина (SVK)           | 1               |
| Світовий Тур UCI 2011  | Individual       | Коста-Рика (CRC)           | 1               |
| Світовий Тур UCI 2011  | Individual       | Латвія (LAT)               | 1               |
| Африканський тур UCI   | 1st              | Марокко (MAR)              | 3               |
| Африканський тур UCI   | 2nd              | Еритрея (ERI)              | 1**             |
| Африканський тур UCI   | Individual       | Алжир (ALG)                | 1               |
| Американський тур UCI  | 1st              | Колумбія (COL)             | 3               |
| Американський тур UCI  | 2nd              | Венесуела (VEN)            | 3               |
| Американський тур UCI  | 3rd              | Бразилія (BRA)             | 3               |
| Американський тур UCI  | 4th              | Аргентина (ARG)            | 1**             |
| Американський тур UCI  | 5th              | Канада (CAN)               | 1**             |
| Американський тур UCI  | 6th              | Уругвай (URU)              | 1**             |
| Американський тур UCI  | Individual       | Чилі (CHI)                 | 1               |
| Американський тур UCI  | Individual       | Куба (CUB)                 | 1               |
| Американський тур UCI  | Individual       | Еквадор (ECU)              | 1               |
| Азійський тур UCI      | 1st              | Іран (IRI)                 | 3               |
| Азійський тур UCI      | 2nd              | Японія (JPN)               | 2               |
| Азійський тур UCI      | 3rd              | Узбекистан (UZB)           | 2               |
| Азійський тур UCI      | 4th              | Малайзія (MAS)             | 2               |
| Європейський тури UCI  | 1st              | Словенія (SLO)             | 3               |
| Європейський тури UCI  | 2nd              | Росія (RUS)                | 3               |
| Європейський тури UCI  | 3rd              | Португалія (POR)           | 3               |
| Європейський тури UCI  | 4th              | Польща (POL)               | 3               |
| Європейський тури UCI  | 5th              | Туреччина (TUR)            | 3               |
| Європейський тури UCI  | 6th              | Білорусь (BLR)             | 3               |
| Європейський тури UCI  | 7th              | Литва (LTU)                | 2               |
| Європейський тури UCI  | 8th              | Україна (UKR)              | 2               |
| Європейський тури UCI  | 9th              | Хорватія (CRO)             | 2               |
| Європейський тури UCI  | 10th             | Чехія (CZE)                | 2               |
| Європейський тури UCI  | 11th             | Сербія (SRB)               | 2               |
| Європейський тури UCI  | 12th             | Болгарія (BUL)             | 2               |
| Європейський тури UCI  | 13th             | Австрія (AUT)              | 2               |
| Європейський тури UCI  | 14th             | Естонія (EST)              | 1**             |
| Європейський тури UCI  | 15th             | Норвегія (NOR)             | 1***            |
| Європейський тури UCI  | 16th             | Швеція (SWE)               | 1**             |
| Європейський тури UCI  | Individual       | Румунія (ROU)              | 1               |
| Європейський тури UCI  | Individual       | Угорщина (HUN)             | 1               |
| Європейський тури UCI  | Individual       | Греція (GRE)               | 1               |
| Тур Океанії UCI        | 1st              | Нова Зеландія (NZL)        | 2               |
| Чемпіонат Африки 2010* | 1st              | Намібія (NAM)              | 1               |
| Чемпіонат Африки 2010* | 2nd              | ПАР (RSA)                  | 1               |
| Чемпіонат Америки 2011 | 1st              | Мексика (MEX)              | 1               |
| Чемпіонат Америки 2011 | 2nd              | Гватемала (GUA)            | 1               |
| Чемпіонат Азії 2011    | 1st              | Південна Корея (KOR)       | 1               |
| Чемпіонат Азії 2011    | 2nd              | Гонконг (HKG)              | 1               |
| Re-allocated Quota     |                  | Фінляндія (FIN)            | 1               |
| Re-allocated Quota     | Грузія (GEO)     | 1                          |                 |
| Re-allocated Quota     | Молдова (MDA)    | 1                          |                 |
| Re-allocated Quota     | Сирія (SYR)      | 1                          |                 |
| Загалом                |                  |                            | 144             |

### Роздільна гонка (чоловіки)
| Дисципліна                                       | Місця за країною | Країни, що кваліфікувались | Місць на країну |
| ------------------------------------------------ | ---------------- | -------------------------- | --------------- |
| Світовий Тур UCI 2011                            | 1st              | Іспанія (ESP)              | 1               |
| Світовий Тур UCI 2011                            | 2nd              | Бельгія (BEL)              | 1               |
| Світовий Тур UCI 2011                            | 3rd              | Італія (ITA)               | 1               |
| Світовий Тур UCI 2011                            | 4th              | Австралія (AUS)            | 1               |
| Світовий Тур UCI 2011                            | 5th              | Велика Британія (GBR)      | 1               |
| Світовий Тур UCI 2011                            | 6th              | Німеччина (GER)            | 1               |
| Світовий Тур UCI 2011                            | 7th              | Нідерланди (NED)           | 1               |
| Світовий Тур UCI 2011                            | 8th              | США (USA)                  | 1               |
| Світовий Тур UCI 2011                            | 9th              | Люксембург (LUX)           | 1               |
| Світовий Тур UCI 2011                            | 10th             | Швейцарія (SUI)            | 1               |
| Світовий Тур UCI 2011                            | 11th             | Франція (FRA)              | 1               |
| Світовий Тур UCI 2011                            | 12th             | Норвегія (NOR)             | 1               |
| Світовий Тур UCI 2011                            | 13th             | Ірландія (IRL)             | 1               |
| Світовий Тур UCI 2011                            | 14th             | Данія (DEN)                | 1               |
| Світовий Тур UCI 2011                            | 15th             | Казахстан (KAZ)            | 1               |
| Африканський тур UCI                             | 1st              | Марокко (MAR)              | 1               |
| Американський тур UCI                            | 1st              | Колумбія (COL)             | 1               |
| Американський тур UCI                            | 2nd              | Венесуела (VEN)            | 1               |
| Американський тур UCI                            | 3rd              | Бразилія (BRA)             | 1               |
| Американський тур UCI                            | 4th              | Аргентина (ARG)            | 1               |
| Азійський тур UCI                                | 1st              | Іран (IRI)                 | 1               |
| Азійський тур UCI                                | 2nd              | Японія (JPN)               | 1               |
| UCI Europe Tour                                  | 1st              | Словенія (SLO)             | 1               |
| UCI Europe Tour                                  | 2nd              | Росія (RUS)                | 1               |
| UCI Europe Tour                                  | 3rd              | Португалія (POR)           | 1               |
| UCI Europe Tour                                  | 4th              | Польща (POL)               | 1               |
| UCI Europe Tour                                  | 5th              | Туреччина (TUR)            | 1               |
| UCI Europe Tour                                  | 6th              | Білорусь (BLR)             | 1               |
| UCI Europe Tour                                  | 7th              | Литва (LTU)                | 1               |
| Тур Океанії UCI                                  | 1st              | Нова Зеландія (NZL)        | 1               |
| Чемпіонат світу в індивідуальній дисципліні 2011 | 1st              | Німеччина (GER)            | 1               |
| Чемпіонат світу в індивідуальній дисципліні 2011 | 2nd              | Велика Британія (GBR)      | 1               |
| Чемпіонат світу в індивідуальній дисципліні 2011 | 3rd              | Швейцарія (SUI)            | 1               |
| Чемпіонат світу в індивідуальній дисципліні 2011 | 4th              | Австралія (AUS)            | 1               |
| Чемпіонат світу в індивідуальній дисципліні 2011 | 5th              | Нідерланди (NED)           | 1               |
| Чемпіонат світу в індивідуальній дисципліні 2011 | 6th              | Казахстан (KAZ)            | 1               |
| Чемпіонат світу в індивідуальній дисципліні 2011 | 7th              | Данія (DEN)                | 1               |
| Чемпіонат світу в індивідуальній дисципліні 2011 | 8th              | Іспанія (ESP)              | 1               |
| Чемпіонат світу в індивідуальній дисципліні 2011 | 9th              | Швеція (SWE)               | 1               |
| Чемпіонат світу в індивідуальній дисципліні 2011 | 10th             | Канада (CAN)               | 1               |
| Загалом                                          |                  |                            | 40              |

### Групова гонка (жінки)
| Дисципліна             | Місця за країною  | Країни, що кваліфікувались | Місць на країну |
| ---------------------- | ----------------- | --- | --------------- |
| Рейтинг UCI 2012       | 3 1-го по 5-те    | Нідерланди (NED) Німеччина (GER) США (USA) Італія (ITA) Велика Британія (GBR)                                                                       | 4               |
| Рейтинг UCI 2012       | 3 6-го по 13-те   | Швеція (SWE) Австралія (AUS) Росія (RUS) Бельгія (BEL) Канада (CAN) Франція (FRA) Бразилія (BRA) ПАР (RSA)                                          | 3               |
| Рейтинг UCI 2012       | 3 14-го по 23-те  | Литва (LTU) Нова Зеландія (NZL) Венесуела (VEN) Куба (CUB) Люксембург (LUX) Україна (UKR) Китай (CHN) Сальвадор (ESA) Білорусь (BLR) Норвегія (NOR) | 1*              |
| Рейтинг UCI 2012       | Особистий топ 100 | Джутатіп Маніпхан Майра дель Росіо Роха Пія Сундстедт Мей Ю Сяо Грете Треєр Олена Чалих Маюко Хагівара Сільвія Капуста На А-Рим Полона Батагель     | 1*              |
| Чемпіонат Африки 2011  | 1st               | Маврикій (MRI) | 1**             |
| Чемпіонат Америки 2012 | 1st               | Чилі (CHI) | 1**             |
| Чемпіонат Азії 2012    | 1st               | Гонконг (HKG) | 1**             |
| Загалом                |                   | | 66              |

### Роздільна гонка (жінки)
| Дисципліна                                  | Місця за країною | Країни, що кваліфікувались | Місць на країну |
| ------------------------------------------- | ---------------- | --- | --------------- |
| Рейтинг Світового туру UCI 2011             | 3 1-го по 15-те  | Нідерланди (NED) Німеччина (GER) США (USA) Італія (ITA) Велика Британія (GBR) Швеція (SWE) Австралія (AUS) Росія (RUS) Бельгія (BEL) Канада (CAN) Франція (FRA) Бразилія (BRA) ПАР (RSA) Литва (LTU) Нова Зеландія (NZL) | 1               |
| Чемпіонат світу в особистій дисципліні 2011 | 3 1-го по 10-те  | Німеччина (GER) Велика Британія (GBR) Канада (CAN) Нідерланди (NED) США (USA) Швеція (SWE) Австралія (AUS) Азербайджан (AZE) Росія (RUS) Італія (ITA) Фінляндія (FIN)                                                    | 1               |
| Загалом                                     |                  | | 25              |

## Маунтінбайк
Країна може виставити щонайбільше трьох чоловіків і двох жінок.

### Чоловіки
| Дисципліна                               | Місця за країною | Країни, що кваліфікувались | Місць на країну |
| ---------------------------------------- | ---------------- | --- | --------------- |
| Олімпійський кваліфікаційний рейтинг UCI | 3 1-го по 5-те   | Швейцарія (SUI) Франція (FRA) Чехія (CZE) Іспанія (ESP) Німеччина (GER) | 3               |
| Олімпійський кваліфікаційний рейтинг UCI | 3 6-го по 13-те  | Італія (ITA) Нідерланди (NED) ПАР (RSA) США (USA) Австрія (AUT) Канада (CAN) Польща (POL) Бельгія (BEL)                                                                          | 2               |
| Олімпійський кваліфікаційний рейтинг UCI | 3 14-го по 24-те | Велика Британія (GBR) Швеція (SWE) Австралія (AUS) Японія (JPN) Бразилія (BRA) Україна (UKR) Угорщина (HUN) Росія (RUS) Аргентина (ARG) Греція (GRE) Кіпр (CYP) Португалія (POR) | 1               |
| Чемпіонат Африки                         | 3 1-го по 2-ге   | Намібія (NAM) Руанда (RWA) | 1               |
| Чемпіонат Америки                        | 3 1-го по 2-ге   | Колумбія (COL) Коста-Рика (CRC) | 1               |
| Чемпіонат Азії                           | 3 1-го по 2-ге   | Китай (CHN) Гонконг (HKG) | 1               |
| Чемпіонат Океанії                        | 1                | Нова Зеландія (NZL) | 1               |
| Додаткове місце для Океанії              |                  | Гуам (GUM) | 1               |
| Загалом                                  |                  | | 50              |

### Жінки
| Дисципліна                               | Місця за країною | Країни, що кваліфікувались | Місць на країну |
| ---------------------------------------- | ---------------- | --- | --------------- |
| Олімпійський кваліфікаційний рейтинг UCI | 3 1-го по 8-ме   | Канада (CAN) Швейцарія (SUI) Франція (FRA) Польща (POL) США (USA) Словенія (SLO) Німеччина (GER) Норвегія (NOR)*                                                                                  | 2               |
| Олімпійський кваліфікаційний рейтинг UCI | 3 9-го по 18-ме  | Росія (RUS) Чехія (CZE) Італія (ITA) Австрія (AUT) Нідерланди (NED) Нова Зеландія (NZL) Україна (UKR) Велика Британія (GBR) Швеція (SWE) Данія (DEN) Угорщина (HUN) Японія (JPN) Словаччина (SVK) | 1               |
| Чемпіонат Африки                         | 1                | ПАР (RSA) | 1               |
| Чемпіонат Америки                        | 1                | Колумбія (COL) | 1               |
| Чемпіонат Азії                           | 1                | Китай (CHN) | 1               |
| Чемпіонат Океанії                        | 1                | Австралія (AUS) | 1               |
| Загалом                                  |                  | | 30              |

* Норвегія використала лише 1 місце.

## BMX

### Чоловіки
| Дисципліна                             | Місця за країною | Країни, що кваліфікувались                                                         | Місць на країну |
| -------------------------------------- | ---------------- | ---------------------------------------------------------------------------------- | --------------- |
| Рейтинг країн UCI станом на 28/05/2012 | 3 1-го по 5-те   | Австралія (AUS) США (USA) Франція (FRA) Латвія (LAT) Нідерланди (NED)              | 3               |
| Рейтинг країн UCI станом на 28/05/2012 | 3 6-го по 8-ме   | Колумбія (COL) Нова Зеландія (NZL) Німеччина (GER)                                 | 2               |
| Рейтинг країн UCI станом на 28/05/2012 | 3 9-го по 11-те  | Канада (CAN) Італія (ITA) Аргентина (ARG)                                          | 1               |
| Чемпіонат світу з BMX 2012             | 3 1-го по 6-те   | ПАР (RSA) Швейцарія (SUI) Бельгія (BEL) Філіппіни (PHI) Бразилія (BRA) Данія (DEN) | 1               |
| Країна-господарка                      | 1                | Велика Британія (GBR)                                                              | 1               |
| Перерозподіл невикористаної квоти      | 1                | Еквадор (ECU)                                                                      | 1               |
| Загалом                                |                  |                                                                                    | 32              |

### Жінки
| Дисципліна                             | Місця за країною | Країни, що кваліфікувались                          | Місць на країну |
| -------------------------------------- | ---------------- | --------------------------------------------------- | --------------- |
| Рейтинг країн UCI станом на 28/05/2012 | 3 1-го по 4-те   | Австралія (AUS) США (USA) Франція (FRA) Чехія (CZE) | 2               |
| Рейтинг країн UCI станом на 28/05/2012 | 3 5-го по 7-те   | Колумбія (COL) Нідерланди (NED) Нова Зеландія (NZL) | 1               |
| Чемпіонат світу з BMX 2012             | 3 1-го по 3-те   | Бразилія (BRA) Литва (LTU) Венесуела (VEN)          | 1               |
| Країна-господарка                      | 1                | Велика Британія (GBR)                               | 1               |
| Перерозподіл невикористаної квоти      | 1                | Латвія (LAT)                                        | 1               |
| Загалом                                |                  |                                                     | 16              |